# Миронова, Ирина Ильинична
Ири́на Ильи́нична Миро́нова (род. 3 февраля 1974 года, Пущино, Московская область, РСФСР, СССР) — российский клипмейкер, режиссёр, продюсер, автор книг, телеведущая. С 2000 года сняла более 1000 музыкальных клипов разных жанров и направлений.

## Биография

### Образование и начало карьеры
В 1991 году поступила в Московский государственный университет геодезии и картографии на факультет прикладной космонавтики, который окончила с красным дипломом в 1997 году.
Ирина МИРОНОВА: «Я считаю, что закончила лучший университет именно для режиссёра-клипмейкера, потому что там мы изучили все психологические моменты, связанные с работой любого визуального образа на психику и на фантазию, на умозаключение любого зрителя. Более того, в нашем вузе была очень мощная техническая база: мы изучали все виды камер, от самых обычных, до тех, что крепятся на запущенных вокруг Земли пилотируемых и непилотируемых летательных аппаратах, осуществляющих видео- или фотосъемку.Ирина МИРОНОВА
С 1993 года стала совмещать учёбу с работой в частных компаниях, снимая околомузыкальные ролики. К моменту окончания Университета имела опыт операторской и режиссёрской работы, а также продюсирования роликов — организации всего производства.

### Карьера
В 2000 году по заказу продюсера Юрия Айзеншписа сняла свой первый музыкальный клип для исполнительницы по имени Лиза на песню «Теперь я знаю, как жить». Дорогостоящее видео, снятое на плёнку 35 мм, попало в ротацию и чарты российских музыкальных телеканалов, включая самые популярные на тот момент MTV и Муз-ТВ.
С 2000 года Миронова сняла более 1000 музыкальных клипов для российских музыкальных исполнителей и групп, в числе которых: Алла Пугачёва («Будь или не будь», «Любовь», «Голова», «Приехали», «Все ушли в осень», «Не плачь», «Не сгорю»), Земфира («Трафик»), Кристина Орбакайте («Перелетная птица», «Все сначала», «Спичка», «Солнце», «Хватит шоу», «Снежная», «Разрешаю», «Маски»), Николай Басков («Сердце»), Наташа Королёва («Календарь», «Сиреневый рай»), МакSим («Знаешь ли ты», «Ветром стать», «Мой рай»), Би-2 («Безвоздушная тревога», # Хипстер, «Падает снег», «Забрали в армию», «Блюз 16+»), Людмила Гурченко и Борис Моисеев, Лайма Вайкуле, Стас Михайлов, Диана Арбенина, Филипп Киркоров, Стас Пьеха, Тимати, Децл, «Динамит», Катя Лель, Маша Распутина, Эмма М, 2Маши.
В 2005—2006 годах — занимала должность генерального продюсера канала «МузТВ», занималась его музыкальным переформатированием, созданием новых телевизионных продуктов, в частности, первого реалити-шоу «Блондинка в шоколаде» с Ксенией Собчак. Работала над новым оформлением канала.
В 2006 году — автор и ведущая программы «Правила съёмки» на канале «Муз-ТВ».
В 2007 году по заказу компании Nokia работала над видео на песню Morning в исполнении Полины Гагариной — первым в России клипом, снятым на мобильный телефон.
Экспериментируя с различными камерами, в течение 2009 года с помощью домашней любительской камеры сняла selfie-фильм о жизни своей семьи.
В мае 2020 года выступила режиссером международного проекта “Музыка Мира” приуроченного  к 75-летию Победы.
В 2021 году в Центре современного искусства М`АРС прошла персональная выставка Ирины Мироновой I’MIRONOVA Music Video Monster. Экспозиция была посвящена становлению индустрии клипмейкинга в России и включала в себя более 15 000 фотографий, сделанных на съемках музыкальных клипов в период с 2000 по 2020 годы. Помимо этого были представлены видеобэкстейджи знаковых клипов прошедшего 20-летия, снятых Ириной Мироновой, и биографический фильм о режиссере MADAM MIRONOVA production. Аудиогид для выставки записала сама Ирина Миронова. Она от первого лица рассказала о становлении индустрии клипмейкинга в России и своих работах за 20 лет творческой деятельности.
В 2021 году в эфир Первого канала вышел снятый Ириной Мироновой документальный арт-фильм “Кристина Орбакайте. Главная роль”. Лента была приурочена к 50-летию певицы и актрисы.
В 2021 году Ирина Миронова возглавила федеральный список Партии Роста на выборах в Государственную Думу VIII созыва. Ирина стала автором визуальной концепции избирательной кампании Партии. 

### Личная жизнь
Брак (2001—2012) — с юмористом Михаилом Грушевским. Дочь — Дарья Грушевская (2002 г. р.).

## Музыкальные фильмы
В 2003 году по заказу «Первого канала» сняла музыкальный фильм для Аллы Пугачёвой «А. Б. Пугачёва. Сказки про любовь»]. Премьера состоялась на «Первом канале» 15 апреля.
В 2009 году сняла экспериментальный фильм «Год жёлтой коровы. Автопортрет». Ежедневно в течение года снимала на бытовую камеру короткие фрагменты собственной жизни, которые соединились в один фильм без монтажа.
В 2011 году в сотрудничестве с культурным фондом «Дегдар» сняла музыкальный фильм «Моя звезда», в котором звучат композиции мировой оперной классики в исполнении Дариги Назарбаевой. Главной целью проекта, представленного во многих странах мира, была популяризация классической музыки.
В 2021 году в эфир Первого канала вышел снятый Ириной Мироновой документальный арт-фильм “Кристина Орбакайте. Главная роль”. Лента была приурочена к 50-летию певицы и актрисы.

## Книги
В 2007 году в издательстве «Эксмо» вышла первая книга Ирины Мироновой «Жизнь по правилам съемки».

## Фотовыставки
В 2007 году в рамках Московского Фотобиеннале по приглашению Ольги Львовны Свибловой состоялись две выставки под названием «Жизнь по правилам съемки», на которых были представлены фотоколлажи, сделанные на съёмочных площадках режиссёра в разные годы.
В 2014 году открыла авторскую школу «По воскресеньям я снимаю кино».